# Vire
Vire je francouzská obec v departementu Calvados v regionu Normandie. V roce 2010 zde žilo 11 999 obyvatel. Je centrem arrondissementu Vire.

## Vývoj počtu obyvatel
Počet obyvatel 